# Рубеж (Могилёвский район)
Рубе́ж (бел. Рубеж) — упразднённая деревня Могилёвского района Могилёвской области Белоруссии. Входила в состав Семукачского сельсовета.

## Географическое положение
Ближайшие населённые пункты: Александров, Поддубье.